# Temporada do Sporting Clube de Portugal de 2018–19
Este artigo mostra as estatísticas do Sporting Clube de Portugal nas competições e jogos que disputou durante a temporada 2018-19.

## Jogadores
Dados estabelecidos de acordo com o website oficial do Sporting.
| Guarda-Redes | Guarda-Redes | Guarda-Redes   |
| Nº           | Nac.         | Nome           |
| ------------ | ------------ | -------------- |
| 19           | França       | Romain Salin   |
| 40           | Brasil       | Renan Ribeiro  |
| 81           | Portugal     | Luís Maximiano |

| Defesas | Defesas            | Defesas          |
| Nº      | Nac.               | Nome             |
| ------- | ------------------ | ---------------- |
| 3       | Portugal           | Tiago Ilori      |
| 4       | Uruguai            | Sebastián Coates |
| 5       | Brasil             | Jefferson        |
| 6       | Portugal           | André Pinto      |
| 13      | Macedónia do Norte | Stefan Ristovski |
| 22      | França             | Jérémy Mathieu   |
| 26      | Colômbia           | Cristian Borja   |
| 76      | Portugal           | Bruno Gaspar     |
| 9       | Argentina          | Marcos Acuña     |

| Médios | Médios                                        | Médios             |
| Nº     | Nac.                                          | Nome               |
| ------ | --------------------------------------------- | ------------------ |
| 8      | Portugal                                      | Bruno Fernandes    |
| 16     | Argentina                                     | Rodrigo Battaglia  |
| 24     | Portugal                                      | Francisco Geraldes |
| 25     | República Socialista Federativa da Iugoslávia | Radosav Petrović   |
| 37     | Brasil                                        | Wendel             |
| 86     | República Socialista Federativa da Iugoslávia | Nemanja Gudelj     |
| 90     | Portugal                                      | Miguel Luís        |
| 98     | Costa do Marfim                               | Idrissa Doumbia    |

| Avançados | Avançados     | Avançados      |
| Nº        | Nac.          | Nome           |
| --------- | ------------- | -------------- |
| 21        | Brasil        | Raphinha       |
| 23        | Mali          | Abdoulay Diaby |
| 28        | Países Baixos | Bas Dost       |
| 29        | Brasil        | Luiz Phellype  |
| 77        | Cabo Verde    | Jovane Cabral  |

## Pré-Temporada
Vitória
      Empate
      Derrota
| 11 julho 2018 Amigável | Lancy FC | 0–6 | Sporting CP                                                 | Geneva, Suíça |  |
| 17:00 (UTC+2)          |          |     | Piccini · Gauld · Jovane Cabral · Montero · Matheus Pereira |               |  |

| 12 julho 2018 Amigável | Neuchâtel Xamax       | 2-1 | Sporting CP | Baulmes, Suíça |  |
| 20:00 (UTC+2)          | Cicek 4' · Karlen 63' |     | Montero 3'  |                |  |

| 14 julho 2018 Amigável | Nice | 0-1 | Sporting CP         | Divonne-les-Bains, França |  |
| 19:00 (UTC+2)          |      |     | Matheus Pereira 52' |                           |  |

| 16 julho 2018 Amigável | FC Stade Lausanne | 1-4 | Sporting CP                                                                        | Nyon, Suíça |  |
| 20:00 (UTC+2)          | Ferid Matri 45+1' |     | Castaignos 2' · Francisco Geraldes 14' · Mattheus Oliveira 25' · Jovane Cabral 37' |             |  |

| 25 julho 2018 Amigável | Sporting CP | 1–2 | Mafra                      | Alcochete, Portugal        |  |
| 10:30 (UTC+1)          | Marcelo     |     | Bruninho · Vinícius Tanque | Estádio: Academia Sporting |  |

| 28 julho 2018 Amigável | Sporting CP     | 1–1 | Marseille  | Lisboa, Portugal                                      |  |
| 20:30 (UTC+1)          | André Pinto 61' |     | Germain 4' | Estádio: Estádio José Alvalade Árbitro: Rui Rodrigues |  |

| 31 julho 2018 Amigável | Sporting CP | 1–0 | Académica | Alcochete, Portugal        |  |
| 17:00 (UTC+1)          | Dost        |     |           | Estádio: Academia Sporting |  |

| 2 agosto 2018 Amigável | Sporting CP     | 1–2 | Estoril | Alcochete, Portugal        |  |
| 10:30 (UTC+1)          | Bruno Fernandes |     | Roberto | Estádio: Academia Sporting |  |

| 5 agosto 2018 Troféu Cinco Violinos | Sporting CP     | 1–1 (4–5 pen.) | Empoli                 | Lisboa, Portugal               |  |
| 19:00 (UTC+1)                       | Josip Mišić 51' |                | Antonino La Gumina 69' | Estádio: Estádio José Alvalade |  |

## Competições

### Primeira Liga

#### Jogos
| 12 agosto 2018 1       | Moreirense   | 1–3       | Sporting CP                              | Moreira de Cónegos                                                                                   |  |
| 18:30 WEST (UTC+01:00) | - Tavares 6' | Relatório | - Fernandes 16' - Dost 74' (pen.), 90+2' | Estádio: Parque de Jogos Comendador Joaquim de Almeida Freitas Público: 4,886 Árbitro: Tiago Martins |  |

| 18 agosto 2018 2       | Sporting CP    | 2–1       | Vitória de Setúbal | Lisbon                                                                  |  |
| 21:00 WEST (UTC+01:00) | - Nani 9', 66' | Relatório | - Zequinha 19'     | Estádio: Estádio José Alvalade Público: 40,611 Árbitro: Manuel Oliveira |  |

| 25 agosto 2018 3       | Benfica     | 1–1       | Sporting CP       | Lisbon                                                        |  |
| 19:00 WEST (UTC+01:00) | - Félix 86' | Relatório | - Nani 64' (pen.) | Estádio: Estádio da Luz Público: 60,486 Árbitro: Luís Godinho |  |

| 1 setembro 2018 4      | Sporting CP  | 1–0       | Feirense | Lisbon                                                               |  |
| 21:00 WEST (UTC+01:00) | - Cabral 88' | Relatório |          | Estádio: Estádio José Alvalade Público: 38,688 Árbitro: Rui Oliveira |  |

| 24 setembro 2018 5     | Braga       | 1–0       | Sporting CP | Braga                                                          |  |
| 20:15 WEST (UTC+01:00) | - Sousa 67' | Relatório |             | Estádio: Estádio Municipal de Braga Árbitro: Artur Soares Dias |  |

| 29 setembro 2018 6     | Sporting CP                          | 2–0       | Marítimo | Lisbon                                                               |  |
| 21:00 WEST (UTC+01:00) | - Fernandes 12' (pen.) - Montero 35' | Relatório |          | Estádio: Estádio José Alvalade Público: 35,238 Árbitro: Nuno Almeida |  |

| 7 outubro 2018 7       | Portimonense                                         | 4–2       | Sporting CP                | Portimão                                                                   |  |
| 21:00 WEST (UTC+01:00) | - Manafa 30' - Nakajima 44', 82' - Joao Carlos 90+3' | Relatório | - Montero 63' - Coates 88' | Estádio: Estádio Municipal de Portimão Público: 5,685 Árbitro: Hugo Miguel |  |

| 28 outubro 2018 8     | Sporting CP                     | 3–0       | Boavista | Lisbon                                                                |  |
| 20:20 GMT (UTC+00:00) | - Nani 31', 66' - Fernandes 64' | Relatório |          | Estádio: Estádio José Alvalade Público: 27,784 Árbitro: Carlos Xistra |  |

| 4 novembro 2018 9     | Santa Clara  | 1–2       | Sporting CP                   | Ponta Delgada                                       |  |
| 17:30 GMT (UTC-01:00) | - Manuel 32' | Relatório | - Dost 62' (pen.) - Acuña 75' | Estádio: Estádio de São Miguel Árbitro: Manuel Mota |  |

| 11 novembro 2018 10   | Sporting CP            | 2–1       | Chaves         | Lisbon                                                                |  |
| 20:00 GMT (UTC+00:00) | - Dost 23', 86' (pen.) | Relatório | - Niltinho 81' | Estádio: Estádio José Alvalade Público: 20,359 Árbitro: Tiago Martins |  |

| 3 dezembro 2018 11    | Rio Ave       | 1–3       | Sporting CP                            | Vila do Conde                                                    |  |
| 20:15 GMT (UTC+00:00) | - Schmidt 12' | Relatório | - Fernandes 8' - Dost 22' - Cabral 72' | Estádio: Estádio dos Arcos Público: 5,957 Árbitro: Carlos Xistra |  |

| 9 dezembro 2018 12    | Sporting CP                                     | 4–1       | Desportivo das Aves | Lisbon                                                                 |  |
| 20:00 GMT (UTC+00:00) | - Dost 40' (pen.), 48' - Nani 45+1' - Diaby 59' | Relatório | - Defendi 17'       | Estádio: Estádio José Alvalade Público: 35,124 Árbitro: Vítor Ferreira |  |

| 16 dezembro 2018 13   | Sporting CP                                                        | 5–2       | Nacional                     | Lisbon                                                                  |  |
| 20:00 GMT (UTC+00:00) | - Dost 35' (pen.), 87' (pen.) - Fernandes 70', 90+1' - Mathieu 75' | Relatório | - Camacho 6' - Palocevic 26' | Estádio: Estádio José Alvalade Público: 31,408 Árbitro: Fábio Veríssimo |  |

| 23 dezembro 2018 14   | Vitória de Guimarães | 1–0       | Sporting CP | Guimarães                                                                  |  |
| 20:00 GMT (UTC+00:00) | - Tozé 26'           | Relatório |             | Estádio: Estádio D. Afonso Henriques Público: 27,435 Árbitro: Luis Godinho |  |

| 3 janeiro 2019 15     | Sporting CP             | 2–1       | Belenenses  | Lisbon                                                              |  |
| 18:00 GMT (UTC+00:00) | - Gaspar 57' - Luís 80' | Relatório | - Fredy 90' | Estádio: Estádio José Alvalade Público: 30,054 Árbitro: João Capela |  |

| 7 janeiro 2019 16     | Tondela                        | 2–1       | Sporting CP   | Tondela                                                            |  |
| 19:00 GMT (UTC+00:00) | - Juan Delgado 5' - Tomané 74' | Relatório | - Mathieu 76' | Estádio: Estádio João Cardoso Público: 4,772 Árbitro: Nuno Almeida |  |

| 12 janeiro 2019 17    | Sporting CP | 0–0       | Porto | Lisbon                                                              |  |
| 15:30 GMT (UTC+00:00) |             | Relatório |       | Estádio: Estádio José Alvalade Público: 45,500 Árbitro: Hugo Miguel |  |

| 19 janeiro 2019 18    | Sporting CP               | 2–1       | Moreirense    | Lisbon                                                            |  |
| 18:00 GMT (UTC+00:00) | - Nani 3' - Fernandes 26' | Relatório | - Tavares 34' | Estádio: Estádio José Alvalade Público: 30,121 Árbitro: Rui Costa |  |

| 30 janeiro 2019 19    | Vitória de Setúbal | 1–1       | Sporting CP | Setúbal                                                            |  |
| 19:00 GMT (UTC+00:00) | - Cadiz 23'        | Relatório | - Dost 80'  | Estádio: Estádio do Bonfim Público: 5,098 Árbitro: Hélder Malheiro |  |

| 3 fevereiro 2019 20   | Sporting CP                       | 2–4       | Benfica                                                   | Lisbon                                                                            |  |
| 17:30 GMT (UTC+00:00) | - Fernandes 43' - Dost 89' (pen.) | Relatório | - Seferović 11' - Félix 36' - Dias 46' - Pizzi 73' (pen.) | Estádio: Estádio José Alvalade Público: 45,503 Árbitro: Artur Soares Dias (Porto) |  |

| 10 fevereiro 2019 21  | Feirense     | 1–3       | Sporting CP                               | Santa Maria da Feira                                                     |  |
| 20:00 GMT (UTC+00:00) | - Petkov 76' | Relatório | - Briseño 44' (o.g.) - Fernandes 58', 68' | Estádio: Estádio Marcolino de Castro Público: 4,114 Árbitro: Manuel Mota |  |

| 17 fevereiro 2019 22  | Sporting CP                            | 3–0       | Braga | Lisbon                                                              |  |
| 20:00 GMT (UTC+00:00) | - Fernandes 33' - Dost 50' (pen.), 68' | Relatório |       | Estádio: Estádio José Alvalade Público: 27,673 Árbitro: Jorge Sousa |  |

| 24 fevereiro 2019 23  | Marítimo | 0–0       | Sporting CP | Funchal                                                            |  |
| 19:00 GMT (UTC+00:00) |          | Relatório |             | Estádio: Estádio do Marítimo Público: 9,174 Árbitro: Tiago Martins |  |

| 3 março 2019 24       | Sporting CP                                       | 3–1       | Portimonense   | Lisbon                                                              |  |
| 20:00 GMT (UTC+00:00) | - Diaby 10' - Raphinha 11' - Fernandes 90' (pen.) | Relatório | - Paulinho 30' | Estádio: Estádio José Alvalade Público: 24,907 Árbitro: João Capela |  |

| 9 março 2019 25       | Boavista   | 1–2       | Sporting CP                                   | Porto                                                           |  |
| 20:30 GMT (UTC+00:00) | - Neris 3' | Relatório | - Machado 17' (o.g.) - Fernandes 90+3' (pen.) | Estádio: Estádio do Bessa Público: 7,628 Árbitro: João Pinheiro |  |

| 15 março 2019 26      | Sporting CP    | 1–0       | Santa Clara | Lisbon                                                                  |  |
| 20:30 GMT (UTC+00:00) | - Raphinha 59' | Relatório |             | Estádio: Estádio José Alvalade Público: 28,129 Árbitro: Manuel Oliveira |  |

| 30 março 2019 27      | Chaves           | 1–3       | Sporting CP                            | Chaves                                                                                      |  |
| 18:00 GMT (UTC+00:00) | - André Luís 60' | Relatório | - Phellype 23', 90+11' - Fernandes 80' | Estádio: Estádio Municipal Eng.º Manuel Branco Teixeira Público: 6,229 Árbitro: Manuel Mota |  |

| 7 abril 2019 28       | Sporting CP                                        | 3–0       | Rio Ave | Lisbon                                                               |  |
| 20:00 GMT (UTC+00:00) | - Phellype 12' - Fernandes 36' (pen.) - Wendel 54' | Relatório |         | Estádio: Estádio José Alvalade Público: 26,198 Árbitro: Luís Godinho |  |

| 13 abril 2019 29      | Desportivo das Aves | 1–3       | Sporting CP                                  | Aves                                                                                    |  |
| 20:30 GMT (UTC+00:00) | - Falcão 33' (p)    | Relatório | - Phellype 24' - Mathieu 44' - Fernandes 84' | Estádio: Estádio do Clube Desportivo das Aves Público: 2,895 Árbitro: Artur Soares Dias |  |

| 19 abril 2019 30       | Nacional | 0–1       | Sporting CP    | Funchal                                                           |  |
| 18:00 WEST (UTC+01:00) |          | Relatório | - Phellype 62' | Estádio: Estádio da Madeira Público: 3,804 Árbitro: Carlos Xistra |  |

| 27 abril 2019 31       | Sporting CP                   | 2–0       | Vitória de Guimarães | Lisbon                                                            |  |
| 18:00 WEST (UTC+01:00) | - Phellype 40' - Raphinha 52' | Relatório |                      | Estádio: Estádio José Alvalade Público: 44,107 Árbitro: Rui Costa |  |

| 5 maio 2019 32         | Belenenses | 1–8       | Sporting CP                                                                                            | Lisbon                                                        |  |
| 17:30 WEST (UTC+01:00) | - Licá 61' | Relatório | - Raphinha 10' - Phellype 45+1' - Gudelj 65' - Fernandes 70' (pen.), 75', 84' - Dost 77' - Doumbia 90' | Estádio: Estádio Nacional Público: 5,209 Árbitro: João Capela |  |

| 11 maio 2019 33        | Sporting CP           | 1–1       | Tondela      | Lisbon                                                                |  |
| 20:30 WEST (UTC+01:00) | - Fernandes 6' (pen.) | Relatório | - Tomané 67' | Estádio: Estádio José Alvalade Público: 40,500 Árbitro: Tiago Martins |  |

| 19 maio 2019 34        | Porto                       | 2–1       | Sporting CP    | Porto                                                               |  |
| 18:30 WEST (UTC+01:00) | - Pereira 77' - Herrera 87' | Relatório | - Phellype 61' | Estádio: Estádio do Dragão Público: 39,808 Árbitro: Fábio Veríssimo |  |

### Taça de Portugal
| 20 outubro 2018 Terceira ronda | Loures          | 1–2 | Sporting CP                | Alverca do Ribatejo                                                       |  |
| 20:45 WEST (UTC+01:00)         | - Juninho 90+1' |     | - Fernandes 42' - Nani 56' | Estádio: Complexo Desportivo do F.C. Alverca Árbitro: João Malheiro Pinto |  |

| 24 novembro 2018 Quarta ronda | Lusitano Vildemoinhos | 1–4 | Sporting CP                                 | Viseu                                              |  |
| 15:00 GMT (UTC+00:00)         | - Braz 44'            |     | - Dost 42', 71' - Fernandes 62' - Diaby 72' | Estádio: Estádio do Fontelo Árbitro: António Nobre |  |

| 19 dezembro 2018 1/16 final | Sporting CP                                     | 5–2 | Rio Ave                                  | Lisbon                                                                |  |
| 19:30 GMT (UTC+00:00)       | - Diaby 4', 77' - Dost 32', 61' - Fernandes 42' |     | - Gaspar 45+1' (o.g.) - Vinícius 83' (p) | Estádio: Estádio José Alvalade Público: 12,500 Árbitro: João Pinheiro |  |

| 16 janeiro 2019 Quartos-de-Final | Feirense | 0–2 | Sporting CP                  | Santa Maria da Feira                                          |  |
| 20:45 GMT (UTC+00:00)            |          |     | - Wendel 64' - Fernandes 66' | Estádio: Estádio Marcolino de Castro Árbitro: Fábio Veríssimo |  |

| 6 fevereiro 2019 1ª mão das meias-finais | Benfica                                | 2–1       | Sporting CP     | Lisbon                                                        |  |
| 20:45 GMT (UTC+00:00)                    | - Gabriel 16' - Tiago Ilori 64' (o.g.) | Relatório | - Fernandes 82' | Estádio: Estádio da Luz Público: 55,636 Árbitro: Luís Godinho |  |

| 3 abril 2019 2ª mão das meias-finais | Sporting CP     | 1–0 (2–2 agr.) | Benfica | Lisbon                                                              |  |
| 20:45 GMT (UTC+00:00)                | - Fernandes 75' | Relatório      |         | Estádio: Estádio José Alvalade Público: 34,221 Árbitro: Hugo Miguel |  |

| 25 maio 2019 Final                                             | Sporting CP                     | 2–2 (pro.) (5–4 pen.)                                  | Porto                        | Oeiras                                         |  |
| 17:15 WEST                                                     | - Danilo 45' (o.g.) - Dost 101' |                                                        | - Soares 40' - Felipe 120+1' | Estádio: Estádio Nacional Árbitro: Jorge Sousa |  |
|                                                                |                                 | Penalidades                                            |                              |                                                |  |
| - Dost - B. Fernandes - Mathieu - Raphinha - Coates - Phellype |                                 | - Soares - Danilo - Pepe - Adrián - Hernâni - Fernando |                              |                                                |  |

### Taça da Liga
| 16 setembro 2018 1º jogo da fase de grupos | Sporting CP                         | 3–1       | Marítimo     | Lisbon                                                              |  |
| 20:00 WEST (UTC+01:00)                     | - Raphinha 26' - Fernandes 54', 63' | Relatório | - Correa 61' | Estádio: Estádio José Alvalade Público: 29,500 Árbitro: Manuel Mota |  |

| 31 outubro 2018 2º jogo da fase de grupos | Sporting CP | 1–2       | Estoril                              | Lisbon                                                                  |  |
|                                           | - Wendel 9' | Relatório | - Sandro Lima 71' - Pinto 82' (o.g.) | Estádio: Estádio José Alvalade Público: 10,852 Árbitro: Hélder Malheiro |  |

| 29 dezembro 2018 3º jogo da fase de grupos | Feirense        | 1–4       | Sporting CP                                                       | Santa Maria da Feira                                    |  |
| 19:45 GMT (UTC+00:00)                      | - Silva 24' (p) | Relatório | - Raphinha 5' - Fernandes 22' - Dost 60' (p) - Machado 67' (o.g.) | Estádio: Estádio Marcolino de Castro Árbitro: Rui Costa |  |

| 23 janeiro 2019 Meia-final                                                 | Braga            | 1–1 (3-4 pen.)                                                           | Sporting CP  | Braga                                                                        |  |
| 19:45 WET (UTC±00:00)                                                      | - Dyego Sousa 3' | Relatório                                                                | - Coates 37' | Estádio: Estádio Municipal de Braga Público: 10,087 Árbitro: Manuel Oliveira |  |
|                                                                            |                  | Penalidades                                                              |              |                                                                              |  |
| - R. Horta - Paulinho - Murilo - Goiano - Dyego Sousa - Claudemir - Ryller |                  | - Dost - Coates - B. Fernandes - Nani - Raphinha - Ristovski - Jefferson |              |                                                                              |  |

| 26 janeiro 2019 Final                 | Porto          | 1–1 (1–3 pen.)                     | Sporting CP         | Braga                                                                      |  |
| 19:45 WEST                            | - Fernando 79' |                                    | - Dost 90+2' (pen.) | Estádio: Estádio Municipal de Braga Público: 25,213 Árbitro: João Pinheiro |  |
|                                       |                | Penalidades                        |                     |                                                                            |  |
| - Telles - Militão - Hernâni - Felipe |                | - Dost - Coates - Fernandes - Nani |                     |                                                                            |  |

### Liga Europa
| 20 setembro 2018 1º jogo da fase de grupos | Sporting CP                 | 2–0       | Qarabag | Lisbon                                                                             |  |
| 20:00 WEST (UTC+01:00)                     | - Raphinha 54' - Cabral 88' | Relatório |         | Estádio: Estádio José Alvalade Público: 30,098 Árbitro: François Letexier (France) |  |

| 4 outubro 2018 2º jogo da fase de grupos | Vorskla Poltava | 1–2       | Sporting CP                    | Poltava                                                                                          |  |
| 18:55 (19:55 EEST)                       | - Kulach 10'    | Relatório | - Montero 90+1' - Cabral 90+3' | Estádio: Oleksiy Butovsky Vorskla Stadium Público: 10,082 Árbitro: Nikola Dabanovic (Montenegro) |  |

| 25 outubro 2018 3º jogo da fase de grupos | Sporting CP | 0–1       | Arsenal       | Lisbon                                                                           |  |
| 17:55 WEST (UTC+01:00)                    |             | Relatório | - Welbeck 77' | Estádio: Estádio José Alvalade Público: 40,784 Árbitro: Damir Skomina (Slovenia) |  |

| 8 novembro 2018 4º jogo da fase de grupos | Arsenal | 0–0       | Sporting CP | London                                                                           |  |
| 20:00 GMT                                 |         | Relatório |             | Estádio: Emirates Stadium Público: 59,758 Árbitro: Gediminas Mažeika (Lithuania) |  |

| 29 novembro 2018 5º jogo da fase de grupos | Qarabag      | 1–6       | Sporting CP                                                    | Baku                                                                                               |  |
| 18:55 (21:55 AZT)                          | - Zoubir 14' | Relatório | - Dost 5' (p) - Fernandes 20', 75' - Nani 33' - Diaby 65', 82' | Estádio: Tofiq Bahramov Republican Stadium Público: 5,416 Árbitro: Petr Ardeleanu (Czech Republic) |  |

| 13 dezembro 2018 6º jogo da fase de grupos | Sporting CP                                         | 3–0       | Vorskla Poltava | Lisbon                                                                                  |  |
| 21:00 (20:00 WET)                          | - Montero 17' - Miguel Luís 35' - Dallku 44' (o.g.) | Relatório |                 | Estádio: Estádio José Alvalade Público: 25,504 Árbitro: Manuel Schüttengruber (Austria) |  |

| 14 fevereiro 2019 1ª mão dos 1/16 final | Sporting CP | 0–1       | Villarreal   | Lisbon                                                                          |  |
| 21:00 (20:00 WET)                       |             | Relatório | - Pedraza 3' | Estádio: Estádio José Alvalade Público: 27,134 Árbitro: Clément Turpin (France) |  |

| 21 fevereiro 2019 2ª mão dos 1/16 final | Villarreal    | 1–1 (2–1 agr.) | Sporting CP       | Villarreal                                                                               |  |
| 18:55                                   | - Fornals 80' | Relatório      | - Fernandes 45+1' | Estádio: Estadio de la Cerámica Público: 14,098 Árbitro: Pavel Královec (Czech Republic) |  |

## Ligações Externas
- Site oficial do Sporting Clube de Portugal